# 血豹
《血豹》，是1972年在台湾上映的一部电影，由剑龙执导，张清清等人出演，该电影主要讲述的是一个人在收到了一个隐士的指导后，击败了威胁他的恋人的人的故事。

## 前情
一个人为了帮助其恋人，于是接受了一个隐士的指导，并在之后用功夫击败了威胁他恋人的人。

## 演员
- 張清清
- 易原
- 江彬
- 王太郎
- 陳鴻烈
- 葛小宝
- 游龙
- 山茅

## 外部連結
- 豆瓣电影上《血豹》的資料 （简体中文）
- 香港影庫上《血豹》的資料（繁體中文）
- 互联网电影数据库（IMDb）上《血豹》的资料（英文）